# Liste der denkmalgeschützten Objekte in Rynoltice
Grundlage dieser Liste der denkmalgeschützten Objekte in Rynoltice ist die ÚSKP-Liste (Ústřední seznam kulturních památek České republiky, deutsch Zentrale Liste der Kulturdenkmäler der Tschechischen Republik), die von der tschechischen Denkmalschutzbehörde NPÚ (Národní památkový ústav, deutsch Nationale Denkmalbehörde) seit 1987 geführt wird und an die seit dem Jahr 1850 geschaffenen Listen anschließt.

## Denkmalgeschützte Objekte in Rynoltice nach Ortsteilen

### Rynoltice(Ringelshain)
| Lage                            | Objekt                                                 | Beschreibung                                                              | ÚSKP-Nr.                  | Bild               |
| ------------------------------- | ------------------------------------------------------ | ------------------------------------------------------------------------- | ------------------------- | ------------------ |
| Rynoltice, Ortsmitte (Standort) | Barbarakirche                                          | Pfarrkirche der hl. Barbara, Kapelle, Tor                                 | 26662/5-4440 Info Katalog | weitere Bilder     |
| Rynoltice (Standort)            | Skulptur Pietà mit Kreuz                               | Skulptur Pietà mit Kreuz                                                  | 22568/5-4443 Info Katalog | BW                 |
| Rynoltice, Ortsmitte (Standort) | Skulpturen des hl. Wenzel und hl. Johannes von Nepomuk | Skulpturen des hl. Wenzel und hl. Johannes von Nepomuk                    | 28192/5-4439 Info Katalog | weitere Bilder     |
| Rynoltice 3 (Standort)          | Bauernhof Nr. 3                                        | Bauerngehöft mit Wohnhaus Nr. 3, Wirtschaftsgebäude, Eingangstor I und II | 100482 Info Katalog       | weitere Bilder     |
| Rynoltice 10 (Standort)         | Haus Nr. 10                                            | Bauerngehöft                                                              | 100580 Info Katalog       | Haus Nr. 10        |
| Rynoltice 11 (Standort)         | Haus Nr. 11                                            | Bauerngehöft                                                              | 100632 Info Katalog       | weitere Bilder     |
| Rynoltice 22 (Standort)         | Haus Nr. 22                                            | Bauerngehöft                                                              | 100655 Info Katalog       | Haus Nr. 22        |
| Rynoltice 64 (Standort)         | Bauernhaus Nr. 64                                      | Bauerngehöft mit Wirtschaftsgebäude und Scheune                           | 33347/5-4442 Info Katalog | Bauernhaus Nr. 64  |
| Rynoltice če. 75 (Standort)     | Ehem. Pfarrhaus                                        | Ehem. Pfarrhaus                                                           | 12846/5-4441 Info Katalog | weitere Bilder     |
| Rynoltice 124 (Standort)        | Bauernhaus Nr. 124                                     | Bauerngehöft mit Wohnhaus, Wirtschaftsgebäude, Keller                     | 100538 Info Katalog       | Bauernhaus Nr. 124 |
| Rynoltice 145 (Standort)        | Haus Nr. 145                                           | Bauerngehöft                                                              | 100649 Info Katalog       | Haus Nr. 145       |
| Rynoltice 166 (Standort)        | Haus Nr. 166                                           | Bauerngehöft                                                              | 100540 Info Katalog       | weitere Bilder     |
| Rynoltice 187 (Standort)        | Haus Nr. 187                                           | Bauerngehöft                                                              | 100535 Info Katalog       | Haus Nr. 187       |
| Rynoltice 213 (Standort)        | Haus Nr. 213                                           | Bauerngehöft                                                              | 100459 Info Katalog       | Haus Nr. 213       |
| Rynoltice če. 57 (Standort)     | Haus Nr. 57                                            | Bauerngehöft                                                              | 101070 Info Katalog       | Haus Nr. 57        |
| Rynoltice če. 71 (Standort)     | Haus Nr. 71                                            | Bauerngehöft                                                              | 100650 Info Katalog       | Haus Nr. 71        |
| Rynoltice če. 89 (Standort)     | Haus Nr. 89                                            | Bauerngehöft                                                              | 100539 Info Katalog       | Haus Nr. 89        |
| Rynoltice če. 90 (Standort)     | Haus Nr. 90                                            | Bauerngehöft                                                              | 100534 Info Katalog       | Haus Nr. 90        |
| Rynoltice če. 92 (Standort)     | Haus Nr. 92                                            | Bauerngehöft                                                              | 100591 Info Katalog       | Haus Nr. 92        |

### Jítrava(Deutsch Pankraz)
| Lage                                                                | Objekt                              | Beschreibung                                     | ÚSKP-Nr.                  | Bild                                |
| ------------------------------------------------------------------- | ----------------------------------- | ------------------------------------------------ | ------------------------- | ----------------------------------- |
| Jítrava, südwestlich von der Durchgangsstraße (Standort)            | Kirche des hl. Pankratius           | Kirche des hl. Pankratius, Friedhof, Einfriedung | 37793/5-4447 Info Katalog | weitere Bilder                      |
| Jítrava 98 (Standort)                                               | Pfarrhaus                           | Pfarrhaus                                        | 33888/5-4446 Info Katalog | weitere Bilder                      |
| Jítrava 20 (Standort)                                               | Haus Nr. 20                         | Bauerngehöft ohne den Stall                      | 102225 Info Katalog       | Haus Nr. 20                         |
| Jítrava, südöstlich von der Kirche, vor dem Haus Nr. 164 (Standort) | Statue des hl. Wenzel               | Statue des hl. Wenzel                            | 31143/5-4445 Info Katalog | Statue des hl. Wenzel               |
| Jítrava (Standort)                                                  | Statue des hl. Johannes von Nepomuk | Statue des hl. Johannes von Nepomuk              | 30623/5-4444 Info Katalog | Statue des hl. Johannes von Nepomuk |

### Polesí (Finkendorf)
| Lage                     | Objekt      | Beschreibung | ÚSKP-Nr.                  | Bild        |
| ------------------------ | ----------- | ------------ | ------------------------- | ----------- |
| Polesí 5 (Standort)      | Haus Nr. 5  | Bauerngehöft | 100478 Info Katalog       | Haus Nr. 5  |
| Polesí 37 (Standort)     | Haus Nr. 37 | Bauerngehöft | 50089/5-5869 Info Katalog | Haus Nr. 37 |
| Polesí če. 26 (Standort) | Haus Nr. 26 | Bauerngehöft | 101311 Info Katalog       | Haus Nr. 26 |
| Polesí če. 45 (Standort) | Haus Nr. 45 | Bauerngehöft | 100713 Info Katalog       | Haus Nr. 45 |